# Сања Радовановић
Сања Радовановић (Горажде, 1976) ванредни је професор Правног факултета Универзитета у Новом Саду.

## Биографија
Рођена је у Горажду 1976. године. Дипломирала је на Правном факултету у Новом Саду 1999. године. Основне студије завршила је пре рока као најбољи дипломирани студент Правног факултета за академску годину 1998/99. Магистрирала је на Правном факултету у Новом Саду 2004. године одбранивши магистарску тезу "Накнада имовинске штете у ауторском праву". Године 2010. на Правном факултету у Београду је с одликом одбранила докторску дисертацију "Уговор о лиценци софтвера".
Говори енглески а служи се немачким језиком.

## Образовање
Основне и магистарске студије завршила је на Правном факултету у Новом Саду.
Докторске студије завршила је на Правном факултету у Београду.

## Радна места
Након дипломирања радила је у Привредном суду у Новом Саду као приправник. За асистента-приправника за наставни предмет Грађанско право – општи део и стварно право на Правном факултету у Новом Саду изабрана је 2001. године. У звање доцента за наставни предмет Облигационо право изабрана је 2013. године, а у звање ванредног професора 2018. године.

## Научни рад
Област научног интересовања: општа теорија облигационог права, уговорно право, право интелектуалне својине.

## Награде
У току студија остварила је запажене резултате и тим поводом је добила неколико награда:
- Повељу Универзитета за најбољег студента Правног факултета за академску 1996/97 и академску 1997/98;
- Дипломе за изванредан успех у току академске године 1996/97 и 1997/98,
- Награду Матице Српске за најбоље студенте друштвених наука, 1999. године,
- Диплому норвешке амбасаде у Београду «За генерацију која обећава», 2000. године, као и WUS стипендије за перспективне младе универзитетске раднике у школској 2001/2002. години.

## Изабрана библиографија

### Књиге
- Радовановић, Сања (2012). Уговор о лиценци софтвера. Правни факултет Универзитета у Београду. ISBN 978-86-7630-406-6.
- Радовановић, Сања (2017). Акцесорност уговорне казне у српском праву. Центар за издавачку делатност Правног факултета у Новом Саду. ISBN 978-86-7774-189-1.
- Пајтић, Бојан; Радовановић, Сања; Дудаш, Атила (2018). Облигационо право. Центар за издавачку делатност Правног факултета у Новом Саду. ISBN 978-86-7774-194-5.

### Научни радови
- Радовановић, Сања (1998—1999). „Грађанскоправна заштита ауторског права”. Зборник радова Правног факултета у Новом Саду. br. 1-3: 151—163.
- Радовановић, Сања (2002). „Нека питања у вези са накнадом штете у ауторском праву”. Правни живот. br. 11: 1071—1083.
- Радовановић, Сања (2003). „Трострука накнада у нашем праву интелектуалне својине”. Правни живот. br. 11: 829—843.
- Радовановић, Сања (2004). „Ауторско право vs. Право својине”. Правни живот. br. 11: 889—901.
- Радовановић, Сања (2004). „Ауторско право након смрти аутора”. Зборник радова Правног факултета у Новом Саду. br. бр. 2, Том II: 201—225.
- Радовановић, Сања (2005). „Мултимедијална дела – појам и правна заштита”. Зборник радова Правног факултета у Новом Саду. 39 br. 3: 169—181.
- Радовановић, Сања (2006). „Коегзистенција патентне и ауторскоправне заштите компјутерских програма у Европској унији”. Европски правник: 91—100.
- Радовановић, Сања (2006). „Мултимедијална дела (однос са постојећим сродним објектима ауторскоправне заштите)”. Зборник радова Правног факултета у Новом Саду. 40 br. 2: 249—260.
- Радовановић, Сања (2006). „Ауторско право Србије у европској перспективи”. Зборник радова Правног факултета у Новом Саду. 40 br. 3: 359—374.
- Радовановић, Сања (2007). „Правна заштита мултимедијалних дела”. Правни живот. br. 13: 355—365.
- Радовановић, Сања (2007). „Појам и правна заштита софтвера”. Зборник радова Правног факултета у Новом Саду. 41 br. 3: 345—363.
- Радовановић, Сања (2008). „Уговори о лиценци софтвера на омоту производа (нове форме закључења уговора”. Зборник радова Правног факултета у Новом Саду. 42 br. 1-2: 677—695.
- Радовановић, Сања (2008). „Закључивање уговора путем интернета (Иде ли право у корак са временом?)”. Зборник радова Правног факултета у Новом Саду. br. 3: 279—293.
- Радовановић, Сања (2008). „Улога Правног факултета у Суботици у правном животу Краљевине Југославије”. Зборник Матице српске за друштвене науке. br. 125: 131—140.
- Радовановић, Сања (2009). „Обавеза гарантовања употребљивости софтвера код уговора о лиценци”. Зборник радова Правног факултета у Новом Саду. 43 br. 1: 203—219.
- Радовановић, Сања (2009). „Технолошке мере заштите софтвера као мана ствари код уговора о лиценци”. Правни живот. br. 13: 451—469.
- Радовановић, Сања (2010). „OPEN SOURCE уговор о лиценци софтвера – појам и правна природа” (PDF). Зборник радова Правног факултета у Новом Саду. br. 1: 81—95. Архивирано из оригинала (PDF) 27. 11. 2021. г. Приступљено 25. 10. 2018.
- Радовановић, Сања (2010). „OPEN SOURCE уговор о лиценци софтвера – поједини аспекти” (PDF). Зборник радова Правног факултета у Новом Саду. br. 2: 291—302.[мртва веза]
- Радовановић, Сања (2011). „Улога патентног права у одрживом развоју”. Право и привреда. br. 4-6: 948—963.
- Радовановић, Сања (2011). „Технолошке мере у систему заштите ауторског права”. Зборник радова Правног факултета у Новом Саду. 45 br. 1: 399—411.[мртва веза]
- Радовановић, Сања (2012). „Начини и правне последице престанка уговора о лиценци”. Право и привреда. br. 7-9: 338—356.
- Радовановић, Сања (2012). „Ауторско и патентно право у економији заснованој на знању”. Правне и инфраструктурне основе за развој економије засноване на знању; Крагујевац, 2012: 289—303.
- Радовановић, Сања (2000—2001). „Приказ - Др Слободан Марковић: Ауторско право и сродна права, Службени гласник, Београд, 1999.”. Зборник радова Правног факултета у Новом Саду. br. 1-3: 269—273.
- Радовановић, Сања (2013). „Патенти и јавно здравље – принудна лиценца за извоз фармацеутских производа”. Право и привреда. br. 4-6: 744—76.
- Радовановић, Сања (2013). „Нека питања у вези са наплатом посебне накнаде у случају умножавања за приватне потребе”. Правне и инфраструктурне основе за развој економије засноване на знању; Крагујевац 2013: 175—189.
- Радовановић, Сања (2013). „Обим дозвољеног умножавања рачунарског програма код уговора о лиценци”. Анали Правног факултета у Београду. br. 1: 169—197.
- Радовановић, Сања (2013). „Употреба рачунарског програма у cloud computing-у” (PDF). Зборник радова Правног факултета у Новом Саду. 47 br. 3: 343—359. Архивирано из оригинала (PDF) 29. 11. 2021. г. Приступљено 25. 10. 2018.
- Радовановић, Сања (2014). „Може ли ауторско имовинско право да буде предмет залагања?”. Право и привреда. br. 7-9: 37—54.
- Pajtić, Bojan; Radovanović, Sanja; Knežević, Marko (2014). „Prerequsites for the Existence of a Statutory Duty to Provide Child Support to Adult Children in Regular Education Under Serbian Law”. Zbornik Matice srpske za društvene nauke. br. 3: 747—759.
- Радовановић, Сања (2014). „Застарелост потраживања накнада организација за колективно остваривање ауторског и сродних права”. Зборник радова Правног факултета у Новом Саду. 48 br. 4: 265—277.[мртва веза]
- Радовановић, Сања (2015). „Грађанкоправна одговорност интернет посредника за повреду ауторског права – упоредно правни аспект”. Интелектуална својина и Интернет – називи интернет домена, ауторска дела, жигом заштићене ознаке (ур. Душан Поповић): 83—113.
- Радовановић, Сања; Дудаш, Атила (2015). „Европски патент са унитарним дејством – да ли је циљ остварив?”. Теме. 2 br.: 523—542.
- Kovaček Stanić, Gordana; Radovanović, Sanja (2015). „Pravo deteta na izdržavanje u uporednom porodičnom zakonodavstvu i sudskoj praksi: modeli određivanja visine izdržavanja”. Zbornik radova – treći međunarodni naučni skup – Dani porodičnog prava, Univerzitet „Džemal Bijedić“ u Mostaru. 3 br. 3: 53—71.
- Radovanović, Sanja. „Certain Issues Relating to Limitations of Copyright on Computer Programs in Information Society”. Međunarodna konferencija o pravu intelektualne svojine u čast profesora Jozefa Štrausa, 14. novembar 2015. godine Beograd: 140—142.
- Радовановић, Сања. „Патентна заштита проналазака у области одрживе технологије и биомедицине – заштита јавног и/или приватног интереса?”. Биомедицина, заштита животне средине и право – зборник сажетака са научног скупа, Нови Сад, 23. новембар 2015: 31—32.
- Радовановић, Сања (2015). „Допуштена декомпилација рачунарског програма у функцији заштите општег интереса”. Зборник радова Правног факултета у Новом Саду. 49 br. 3: 1247—1263.[мртва веза]
- Радовановић, Сања (2015). „Матичне ћелије људског ембриона и патентна заштита”. Зборник радова Правног факултета у Новом Саду. 49 br. 4: 1831—1843.[мртва веза]
- Радовановић, Сања. „Теоријски и практични проблеми стварања и примене права интелектуалне својине (ЕУ и Србија)”. Теоријски и практични проблеми стварања и примене права (ЕУ и Србија), Зборник сажетака са научног скупа, Нови Сад, 11. јануар 2015. године: 153—156.
- Радовановић, Сања (2016). „Рачунарски програм као услуга у информационом друштву”. Право и привреда. br. 7-9: 372—389.
- Radovanović, Sanja. „Autorsko pravo i Fejsbuk, s posebnim osvrtom na pravo Srbije”. svojina i Internet (2016): 139—164.
- Radovanović, Sanja. „Certain issues relating to limitations of copyright on computer programs in the information society”. Aktuelna pitanja prava intelektualne svojine i prava konkurencije: pogled sa Balkana – The Current Issues of Intellectual Property Law and Competition Law: a View from the Balkans, Beograd 2016.
- Радовановић, Сања. „Сарадња приватног и јавног сектора у патентираној технологији одрживог развоја”. Зборник сажетака са научног скупа, Нови Сад, 3. новембар 2016. године, „Заштита животне средине и право“: 59—60.
- Радовановић, Сања; Мишчевић, Николина (2016). „Једнострана компензација застарелог потраживања”. Зборник радова Правног факултета у Новом Саду. 50 br. 4: 1315—1335.[мртва веза]
- Радовановић, Сања (2017). „Законске обавезе нечињења као предмет уговора (у праву интелектуалне својине)”. Право и привреда. br. 7-9: 247—263.
- Радовановић, Сања. „Ауторскоправни аспекти прекограничне преносивости интернетских (онлајн) садржаја”. Интелектуална својина и интернет (2017): 113—134.
- Пајтић, Бојан; Радовановић, Сања; Дудаш, Атила (2017). „Начела заштите животне средине и њихова конкретизација у појединим аспектима друштвеног живота”. Зборник радова „Правни аспекти биомедицине и заштите животне средине“, Нови Сад 2017: 131—139.
- Радовановић, Сања; Мишчевић, Николина (2017). „О реализацији уговора о уговорној казни закљученог у форми јавнобележничког записа”. Зборник радова Правног факултета у Новом Саду. 51 br. 4: 1607—1627.[мртва веза]
- Радовановић, Сања. „Отворена наука и ауторско право, с посебним освртом на Предлог директиве ЕУ о ауторском праву на јединственом дигиталном тржишту”. Интелектуална својина и интернет 2018, уредник: проф. др Душан В. Поповић: 21—36.
- Радовановић, Сања; Мишчевић, Николина. „О могућности закључења уговора о уговорној казни у форми извршног јавнобележничког записа и његовој реализацији”. Правна традиција и нови правни изазови, Зборник сажетака са научног скупа, Нови Сад, 12. фебруар 2018: 47—49.